# Bryum inaequale
Bryum inaequale är en bladmossart som beskrevs av Thomas Taylor 1846. Bryum inaequale ingår i släktet bryummossor, och familjen Bryaceae. Inga underarter finns listade i Catalogue of Life.